# Новобахмутівка (станція)
Новоба́хмутівка — проміжна залізнична станція 5-го класу Лиманської дирекції Донецької залізниці на лінії Очеретине — Горлівка між станціями Очеретине (21 км) та Горлівка (20 км). Розташована на північній околиці смт Верхньоторецьке Покровського району Донецької області.
Через військову агресію Росії на сході Україні транспортне сполучення припинене.

## Історія

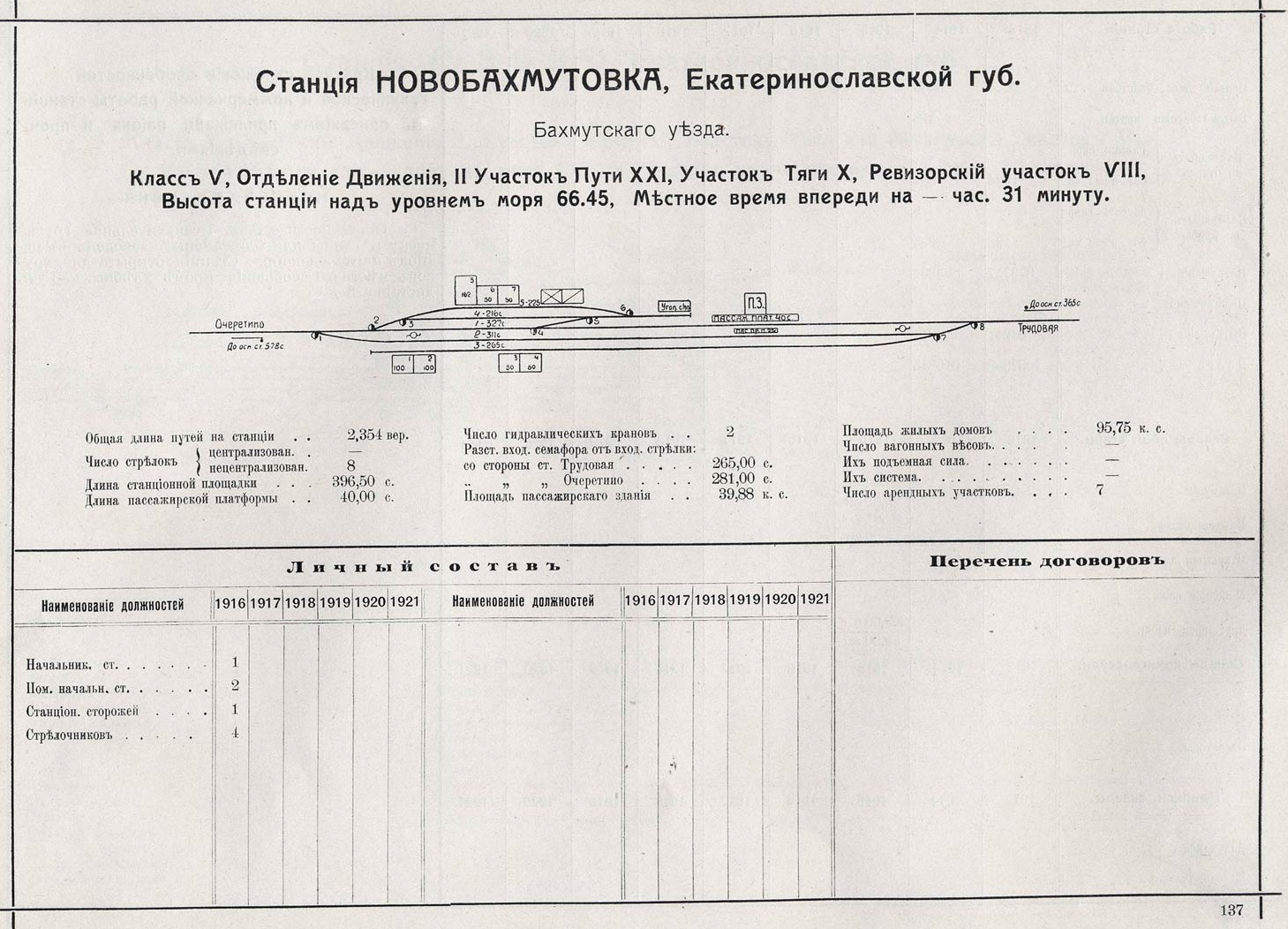
Колійний розвиток і штат працівників станції Новобахмутівка, 1917 рік

Роздільний пункт Новобахмутівка на залізниці Очеретине — Трудова (Горлівка) відкритий завдяки будівництву цієї лінії у 1899—1902 роках. Назва станції походить від найближчого однойменного села Новобахмутівка. На схід від станції — різнорівневе перетинання залізничною лінією Горлівка — Очеретине залізниці Костянтинівка — Ясинувата, автошлях національного значення Н20 (Слов'янськ — Маріуполь) і річки Кривий Торець. Шляхопровід через автошлях зруйновано, чим унеможливлено рух у напрямку Батманки — Горлівки.
Вантажообіг станції Новобахмутівка 100 років тому коливався в межах 0,1…1,0 млн пудів на рік. Окрім зимових місяців, цілодобово відбувалося навантаження піску й глини для найближчих цегельних заводів. Колійний розвиток станції був аналогічним попередній станції, також були обладнані пакгауз та крита вантажна платформа (по 5 вагонів кожен об'єкт), вугільний склад ємністю 200 кв. сажнів, 2 гідравлічні крани та орендні ділянки. Водопостачання станції, як для побутових цілей так і для заправки паровозів, здійснювалося з артезіанської свердловини.
Станція здійснювала й пасажирські операції: у 1914 році на станції було продано майже 3,5 тис. пасажирських квитків. Для пасажирів було обладнано вокзальну будівлю (40 кв. сажнів), перон (40 сажнів) та проміжну пасажирську платформу (25 сажнів). Після 1920 року від Горлівки до Новобахмутівки робочі поїзди (2 пари на добу, для робочих і службовців залізниці) курсували до 1925 року. Незабаром відбувся демонтаж залізниці та її відновлення лише у 1966 році — разом зі станцією.